# Sternidius punctatus
Sternidius punctatus là một loài bọ cánh cứng trong họ Cerambycidae.